# Hämopexin
Hämopexin ist ein Glycoprotein im Blutserum von Wirbeltieren, das Hämine bindet und zur Leber transportiert, wo diese abgebaut werden. Dadurch schützt es den Körper vor oxidativem Schaden, den freie Hämin-Moleküle anrichten könnten. Außerdem wird das im Hämin enthaltene Eisen in der Leber wiederverwertet.
Hämopexin gehört zur Gruppe der β-Globuline, seine Molare Masse ist 80.000 Da und die durchschnittliche Serumkonzentration beträgt 50–115 mg/dl.
Wird eine große Menge roter Blutkörperchen zerstört, wie dies bei hämolytischen Anämien der Fall ist, so sinkt die Serumkonzentration von Hämopexin, da dieses Bindungen mit dem freigewordenen Hämin-enthaltenden Verbindungen wie Hämoglobin eingeht. Dieser Umstand wird klinisch dann genutzt, wenn die Hämolyse so stark ist, dass die Bestimmung der Haptoglobinkonzentration nicht mehr aufschlussreich ist.
Eine Erhöhung des Hämopexinspiegels wurde bei Patienten mit bösartigen Melanomen beschrieben.